# Roboz István
Roboz István (Kötcse, Somogy vármegye, 1826. október 22. – Kaposvár, 1916. április 11.) királyi tanácsos és szerkesztő, megyebizottsági tag, tisztifőügyész, újságíró, költő, lapszerkesztő. Bernáth Aurél grafikus és festőművész nagyapja.

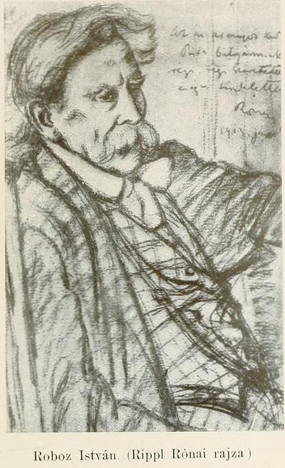
Roboz István - Rippl-Rónai József rajza

## Élete
Iskoláit a Pápai Református Kollégiumban végezte, ahol Petőfi Sándor és Jókai Mór tanulótársa volt. 1848-ban végezte el jogi tanulmányait.
1848-49-ben Somogyban Noszlopy Gáspár kormánybiztosnak volt titkára. Ekkor írta Ádándon, Csapody Pál kastélyában a Kossuth imája a kápolnai csatában elesettek felett című verset, melyet francia, angol, olasz, német és lengyel nyelvre is lefordítottak.
1856-ban a kaposvári törvényszéknél vizsgáló bíró, utóbb az alkotmányos életben a megye tiszti főjegyzője lett. 1866. március 6-án alapította a Somogy című politikai hetilapot, melynek szerkesztője is volt. (Ekkor a dunántúli vármegyékben csak egyetlen lap létezett, méghozzá Nagykanizsán, az egész ország területén pedig csak 3 politikai napi és öt vidéki hetilap.) Az irodalomban és a közügyekben tanúsított működéséért 1879-ben a Ferenc József-rend lovagkeresztjével, 1887-ben pedig a királyi tanácsossággal tüntették ki, midőn Kaposvár közönsége írói munkásságának 40 éves évfordulóját ünnepelte meg. A vidéki hírlapírók kongresszusát ő kezdeményezte. A Somogy vármegyei Berzsenyi irodalmi társaság elnöke volt.
Felesége, Balassa Jusztina 1912. július 27-én, életének 76-ik, házasságának 56-ik évében hunyt el. A férj négy évvel élte túl: 1916. április 11-én reggel 3 órakor halt meg, két napra rá temették el a kaposvári Keleti temetőben a református egyház szertartása szerint.
Álneve: Labora.

## Írásai
Költeményei, levelei, elbeszélései, rajzai és egyéb cikkei a következő hirlapokban, folyóiratokban és évkönyvekben jelentek meg:
Hazánk (1847), Életképek (1848. II. költ.); Hölgyfutár (1850. költemények, 1851. Balatonvidéki levelek, Fekete könyvemből, Egy pár nap Pécsett, Vidéki élet, Pécsi tükördarabok, Egy agg leány párbaja, A fekete szem teremtése, Mégis vannak Rómeók és Juliák, Egy őrült színész, 1852. Balatonvidéki levelek, Költészet a Sióban, Tükördarabok naplómból, Az enyingi park, Tihany, Füredi viszhangok, Örvények, ered. beszély, Az év utolsó napján és költemények, rajzok, 205 sz. Bécsi levél, 1853. Uj évi mozaik, A solothurni rózsaszál, La Chouette, Phantomok, 103. ujdonság Somogyból, Babérlevelek Somogyból, Egy pár nap Füreden, Garay hamvainak, A virágok teremtése, Garay hamvainak, Füredi daguerreotyp sat. 1854. 143-172. sz. Simon kapitány, regény Féval után ford., 1856-57. Egy honleány emlékek, Balaton-Füred, Tükördarabok Somogyból, Babérlevelek Somogyból, Balaton-Füredi levelek, 1858-59. Csiga-telegraf Somogyból, Kazay Lajos hamvainak, Kaposvári élet, 140. Kaposvárról Ágairól, Kisfaludy S. szobra, 1860. Balaton-fölvidékről levelek, Széchenyi fölött, Még egy rajz a Berzsenyi ünnepről, Balaton-Füred, 1861. Somogyból, 1862. Záborszky Alajos hamvainak, Kaposvár, 1863. II. Egy porladó szív levelei); Romemlékek (Pest, 1851. költ.); Pesti Napló (1850. 170. sz. A pest-kanizsai vasutvonal ügyében, 1851. 280-291. Egy talált napló töredékei, 1855. 124. sz. Hangok Somogyból, 1864. 152. stb. sz., 1864. 156. sz. Balaton-Füredi levelek, 234-236., 239. sz. A kaposvári gymnasium felavatása); Szikszói Enyh-lapok (1853. költ.); Divatcsarnok (1853. Tájképi vázlatok: A Balaton csatája, 1860. költ.); Magyar Sajtó (1855. 12. sat. sz., Somogyi levelek, 1857. 176. Időszaki levelek Somogyból); Családi Lapok (1856. Fohász az élet tengerén, Balaton szerelme, rege, Csobánczon, Mi atyánk! és költ., 1857. költemények); Győri Közlöny (1857-60. költemények, 1862. és a többi évfolyam: Somogyból); Vasárnapi Ujság (1864.); Hazánk és a Külföld (1865. Balaton-Füred, A balaton-füredi szinkör); Fővárosi Lapok (1865. 1867. Balatonfüredi élet, 1878. Balaton-Füredről, 1879. Kisfaludy Atala); Gazdasági Lapok (1870. Somogyból, 1871. Hogy áll Somogymegye gazdászati tekintetben?); Földmívelési Érdekeink (1871. Levél a szerkesztőhöz: Kaposvár, Magyarország földje és koldusai); Pesti Hirlap (1882. 68-69. Vidéki lapszerkesztők, genre, 1883. 204., 208. sz. A magyar tenger mellékéről, 1884. 191. sat. Balaton-Füred, 1885. 168. A társadalom ezer keze, 201. B.-Füredi levelek, 1886. 210. Hogyan nyaral Jókai Mór Balaton-Füreden, 1887. 187. sz. Fürdői élet: Balaton-Füred); Budapesti Hirlap (1885. 197. sz. Jókai villája Balaton-Füreden); Nemzet (1887. 120. szám Jókai Mór és Zichy Antal); Somogy (1897. 11. sz. Petőfi Sándor és az én pápai emlékeim, átvette a P. Napló 73. sz., 1398. 8. és köv. sz. Emlékeimből: 1848-49.).

## Munkái
- Kossuth imája a kápolnai csatában elesettek fölött. Kaposvár, 1849 (más nyomdákban és hirlapokban is utánnyomatott)
- Pécsi sugárszálak. Írta s e haza lelkes hölgyeinek ajánlja. Pécs, 1852 (költemények)
- A Balaton szerelme. Rege, Pest, 1856
- Daguerreotype, vagy azon nevezetességek arczképcsarnoka, kik nem pártolják az irodalmat. Uo. 1863 (két kiadás, ism. Hölgyfutár II. 51. sz.)
- Egy porladó szív levelei. Nagy-Kanizsa, 1864 (ism. Hölgyfutár I. 41. sz.)
- Virágok albuma 1867-re. Kaposvár, 1866
- A billikomból. Nagy-Kanizsa, 1878 (két kiadás)
- A tükörből. Kaposvár, 1880

Szerkesztette a Kaposvári Képes Naptárt 1863-66-ra és a Somogyi Képes Naptárt 1863-66-ra; a Beszédeket, melyek a kaposvári gymnasium felavatási ünnepélyén mondattak. (Kaposvár, 1866); még a Somogyon kívül a Zala-Somogyi Közlönyt 1862. július 1-től 1865-ig, a Zalát 1874. július 1-től Nagykanizsán és a Somogy vármegye Hivatalos Lapját Kaposvárt.

## Emlékezete
Kaposvár Kisgát városrészében utcát neveztek el róla, a Dózsa György utca 16. számú ház falán pedig, ahol 1892-től haláláig lakott, 1986-ban emléktáblát avattak emlékére.

## Az ibafai fapipa
Roboz István barátja volt az a Hangai Nándor, aki 1864 és 1905 között Ibafa plébánosa volt, és nagyon szeretett pipázni. Úgy tartják, ő adta az ötletet Roboznak az ismert nyelvtörő-mondóka megírásához: „Az ibafai papnak fapipája van, tehát az ibafai papi pipa papi fapipa.”. A falu volt plébánosa, Horváth J. Gyula szerint azonban ez csak legenda, a mondóka szájhagyomány útján régebb óta terjedt.